# Mount Dora
Mount Dora város az Amerikai Egyesült Államok Florida államában, Lake megyében. Lakosainak száma 16 341 fő (2020. április 1.).

## Népesség
A település népességének változása:
| Lakosok száma | 12 370 | 12 534 | 16 341 |
|               | 2010   | 2011   | 2020   |